# Dysarthrie
Dysarthrie (oder veraltet Dysarthrophonie oder (selten, veraltet) Dysarthropneumophonie) ist ein Sammelbegriff für verschiedene Störungen des Sprechens, die durch erworbene Schädigungen des Gehirns bzw. der Hirnnerven und der peripheren Gesichtsnerven verursacht werden. Es können dabei sowohl die Steuerung als auch die Ausführung der Sprechbewegungen eingeschränkt sein. Dadurch kann die Artikulation von Lauten verformt bis unverständlich verwaschen klingen. Bei der schwersten Störungsform, der Anarthrie, kann eine völlige Unfähigkeit bestehen, Sprechbewegungen auszuführen (Laute oder Wörter können dann nicht einmal mehr gehaucht werden). Bei der Dysarthrie sind die am Sprechvorgang beteiligten Muskeln und Organe als solche intakt, ebenso wie das sprachliche Wissen. Gestört ist lediglich die motorische Innervation der Sprechmuskulatur. Die dabei betroffenen Funktionen sind die der Artikulationsorgane (Lippen, Zunge, Kiefer, Gaumensegel), die Atmung und der Kehlkopf.
Ursachen für eine dysarthrische Störung liegen in verschiedenen neurologischen Erkrankungen, wie z. B. dem Parkinson-Syndrom, Schlaganfall, Schädel-Hirn-Trauma, Friedreich-Ataxie, spinocerebelläre Ataxie oder Chorea major (Huntington) bzw. Chorea minor (Sydenham) und Multiple Sklerose. Dysarthrie kann auch als vorübergehende neurologische Störung im Vorfeld einer Migräneattacke – als so genannte Migräneaura – oder bei einer TIA (Transitorische ischämische Attacke) auftreten. In diesem Fall dauert die Störung meist 20 bis 60 Minuten. Auch Vergiftungen, etwa durch den Konsum von psychotropen Substanzen, können eine temporäre Dysarthrie verursachen.
Die Einteilung der Dysarthrien kann wie folgt aussehen: spastische Dysarthrie, schlaffe Dysarthrie, rigid-hypokinetische Dysarthrie, hyperkinetische Dysarthrie und ataktische Dysarthrie. Diese Unterscheidungen werden je nach zugrunde liegendem Störungsbild getroffen, haben Auswirkungen auf die Therapie und geben Hinweise auf den weiteren Verlauf der Dysarthrie. Im klinischen Alltag treten jedoch üblicherweise Mischformen auf.
Die Zuordnung zu einer bestimmten Hirnregion ist ohne bildgebende Verfahren schwierig. Standardisierte Untersuchungsverfahren zur Diagnose von Dysarthrien im deutschsprachigen Raum sind die Aachener Materialien zur Diagnostik Neurogener Sprechstörungen (AMDNS), das Münchner Verständlichkeitsprofil (MVP) und die Frenchay-Dysarthrie-Untersuchung.
In vielen Fällen lassen sich die Symptome einer Dysarthrie durch eine Sprechtherapie (z. B. bei einem Logopäden) und ein entsprechendes Training beeinflussen.
Die Dysarthrie ist zu unterscheiden von anderen Sprechstörungen, wie die nicht-neurogenen Dysglossien oder psychogenen Dyslalien, weiterhin von der Sprechapraxie und den Störungen des Redeflusses (Stottern). Von Sprechstörungen zu unterscheiden sind Sprachstörungen wie Dys- oder Aphasien.